# Kindan no koi
Kindan no koi (conosciuto in inglese anche come Forbidden Love - "Amore proibito") è un film del 2008 diretto da Kusano Yoka.
Il soggetto è tratto dal manga shōnen'ai Kindan no Koi de Ikou di Ohimi Tomi.

## Trama
Ritsu è un giovane stilista già molto apprezzato nell'ambiente; appena giunto da un viaggio di lavoro a New York, viene assunto dalla società "Love&Hate". Ben presto finirà col dover condividere l'appartamento concessogli col figlio del presidente, Sho. Il ragazzo è un adolescente difficile con problemi di relazionali (è una specie di Hikikomori); egli difatti preferisce trascorrere le sue giornate rinserrato all'interno della sua stanza piuttosto che vivere all'aria aperta.
Il padre lo affida a Ritsu raccomandandogli di tenerlo d'occhio, con l'intento di farlo uscire dalla sua corazza proprio attraverso il giovane collaboratore, ma il vecchio non sa che i due ragazzi erano stati precedentemente amanti.